# Papiro 21
O Papiro 21  ({\displaystyle {\mathfrak {P}}}21) é um antigo papiro do Novo Testamento que contém fragmentos do capítulo doze do Evangelho de Mateus (12:24-26.32-33).